# Garfield County (Nebraska)
Garfield County is een county in de Amerikaanse staat Nebraska.
De county heeft een landoppervlakte van 1.476 km² en telt 1.902 inwoners (volkstelling 2000). De hoofdplaats is Burwell.

## Bevolkingsontwikkeling

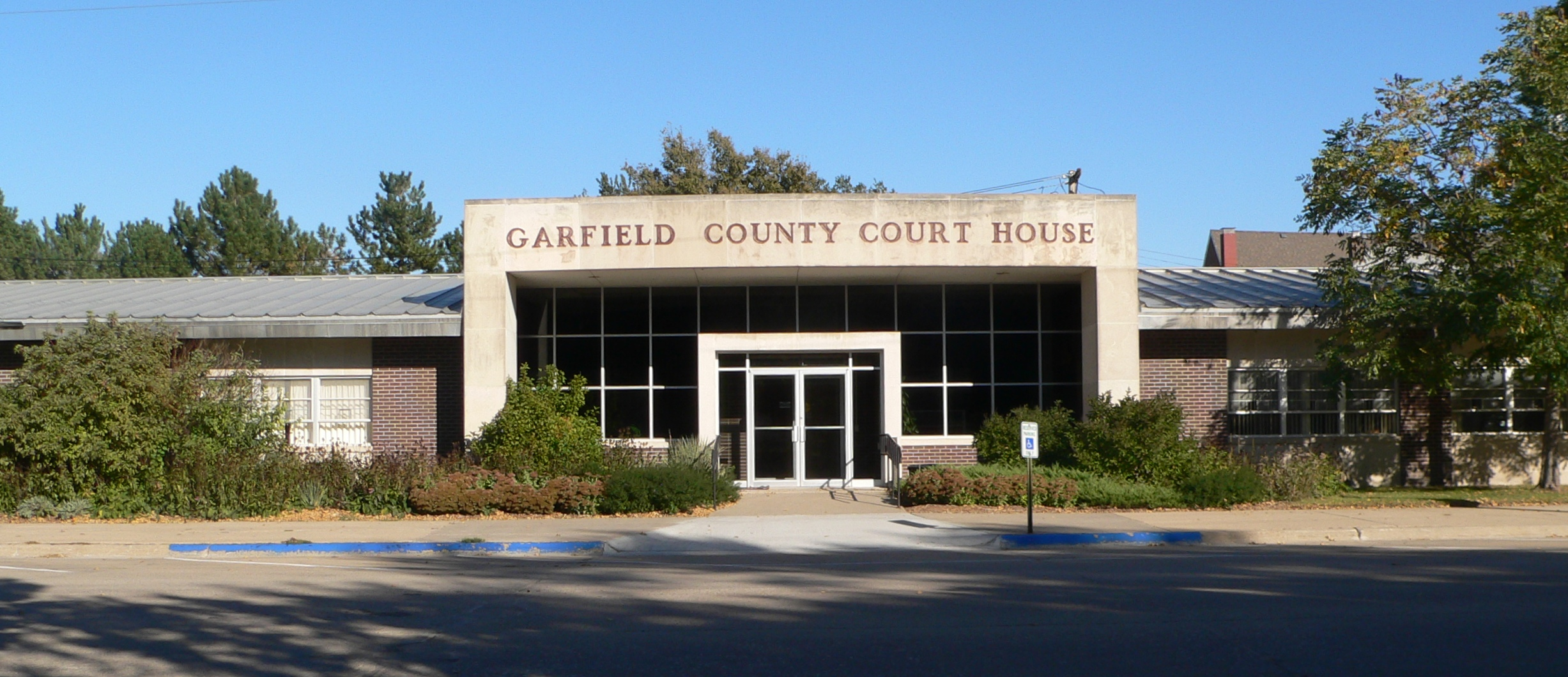
Garfield County Courthouse